# Seremedy
Seremedy fue una banda Sueca de rock perteneciente al estilo visual kei. Comenzó sus actividades en enero del 2010 y se separaron en 2012. Formaron parte de Ninetone Records/Universal Music.

## Historia
La idea detrás de Seremedy  fue creada a finales de hasta 2009 en Sundsvall, Suecia, por Ray y JENZiiH, pero se tardó un año hasta que la banda consiguiera su formación definitiva.
Sólo seis meses después de su formación, Seremedy dio su primer Show internacional en Moscú, Rusia, y ese mismo año tocaron en UppCon:10, una de las convenciones más grandes de Escandinavia para la cultura popular de Asia.
En julio, la banda apareció en la revista japonesa CURE y lanzó la canción "Bulletproof Roulette" en el álbum recopilatorio NEW AGE
COLLECTIONS VOL.0  3, producido por el legendario artista de Visual Kei, KENZI d(∀NTI FEMINISM). Seremedy lanzó su primer sencillo "BulletProof Roullette"" en todo el mundo el 11 de marzo de 2011, y alcanzó el top10 diTunes enuc.l"Seasons will change" fue lanzado en 13 de abril.
El 22 de abril Seremedy estuvo en Japón en su primera gira por el extranjero, llamado [Seasons will change] Tour '11. Tocaron en 8 conciertos alrededor de Tokio, Nagoya y Chiba, ganado así una creciente base de fanes en la escena visual japonesa.
Seremedy tocaron en el UppCon:11 el 4 de junio, como teloneros de Versailles ~philharmonic quintet~, y el mismo día lanzaron la versión japonesa de "Bulletproof Roulette" .
La banda tocó su primer concierto importante en el Festival Gateway Rock de julio y en octubre Seremedy se embarcó en su segunda gira por Japón, que comenzó con en el show en el V-Rock Festival y terminó con su primer show One-Man en Japón.
A principios de 2012 Seremedy comenzó las grabaciones oficiales de su primer álbum「Welcome to our MADNESS」. Este fue lanzado el 25 de julio en Japón y el 8 de agosto en Suecia. 
El 15 de abril la banda anunció a través de la cuenta oficial de Twitter, que habían tomado la decisión de separarse, debido a diferencias musicales entre los miembros. Cada integrante expresó sus emociones por separado en sus respectivas cuentas cibernéticas. Actualmente los exintegrantes han mencionado tener ya sus próximos proyectos en mente.

## Singles
- Bulletproof Roullete
- NO ESCAPE

```
Deja Vu
```

## Maxi-Single
- Seasons will change

## Álbum
- Welcome To Our MADNESS

## Videos
| Año  | Vídeo      |
| ---- | ---------- |
| 2012 | *NO ESCAPE |